# ニューポート (ロードアイランド州)

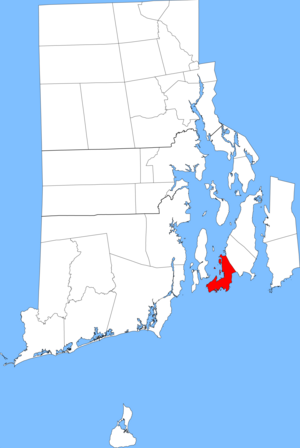
ロードアイランド州におけるニューポート市の位置

ニューポート（Newport）は、アメリカ合衆国ロードアイランド州の港湾都市。ニューポート郡の郡庁所在地である。州都プロビデンスの南48km、ボストンの南100kmに位置する。人口は2万5163人（2020年）。ロードアイランド州に深く切り込んだナラガンセット湾（Narragansett）に浮かぶ大きな島、アクイドネック島（Aquidneck、別名ロード・アイランド）の先端に位置し、湾の対岸とはニューポート・ブリッジという吊り橋を含む長大な海上道路で結ばれている。
港湾のほか保養地・別荘地としても名高く、19世紀末以降に建てられた豪邸が街の南の風光明媚な海岸に並ぶ。また海軍大学校、海軍水中戦センター(Naval Undersea Warfare Center)、その他アメリカ海軍の訓練施設などが立地している。黒船を率いて日本や琉球などを訪れたマシュー・ペリーなど、海軍ゆかりの出身者も多い。

## 歴史

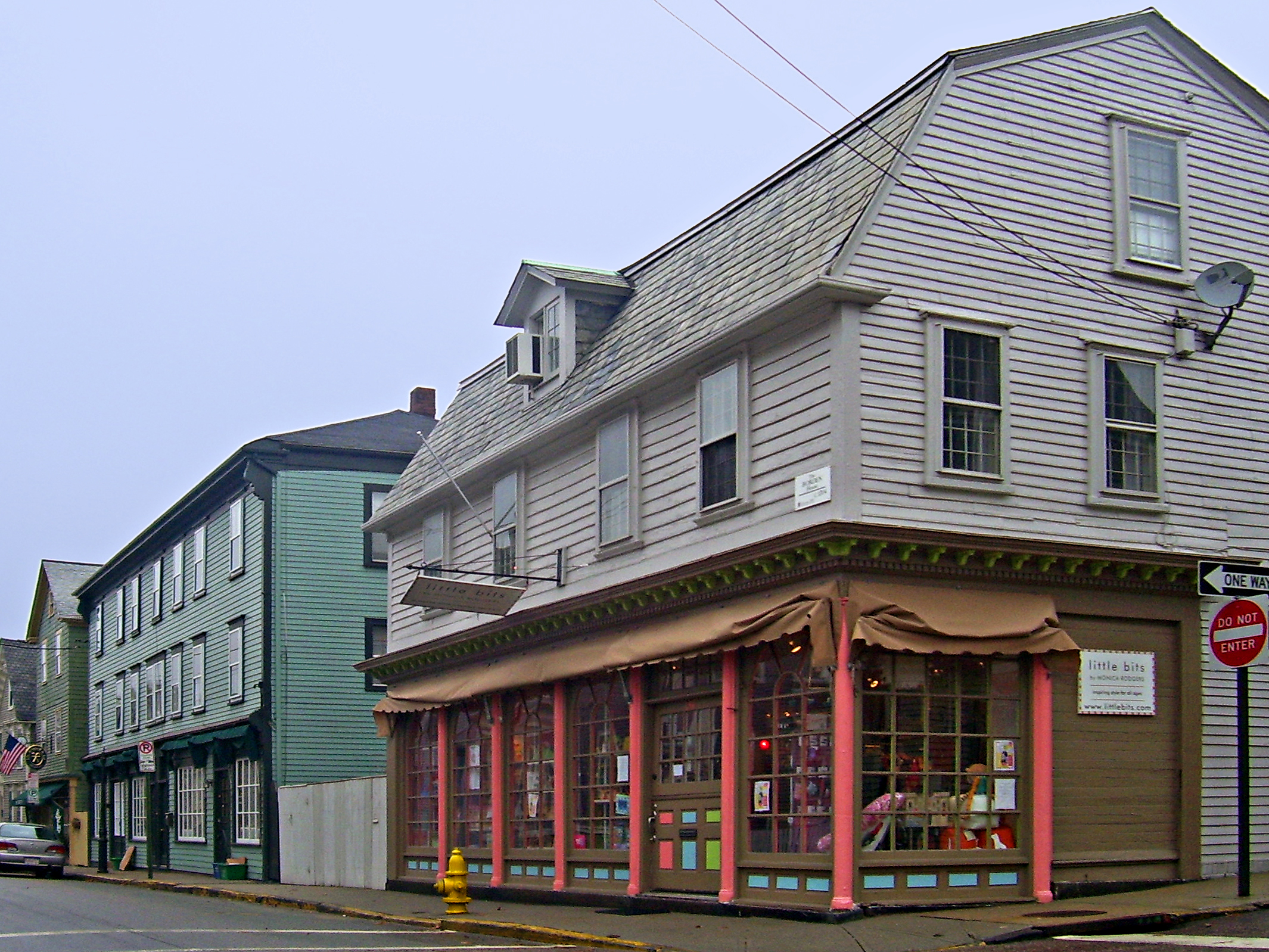
ニューポートのスプリング・アンド・メアリー通り

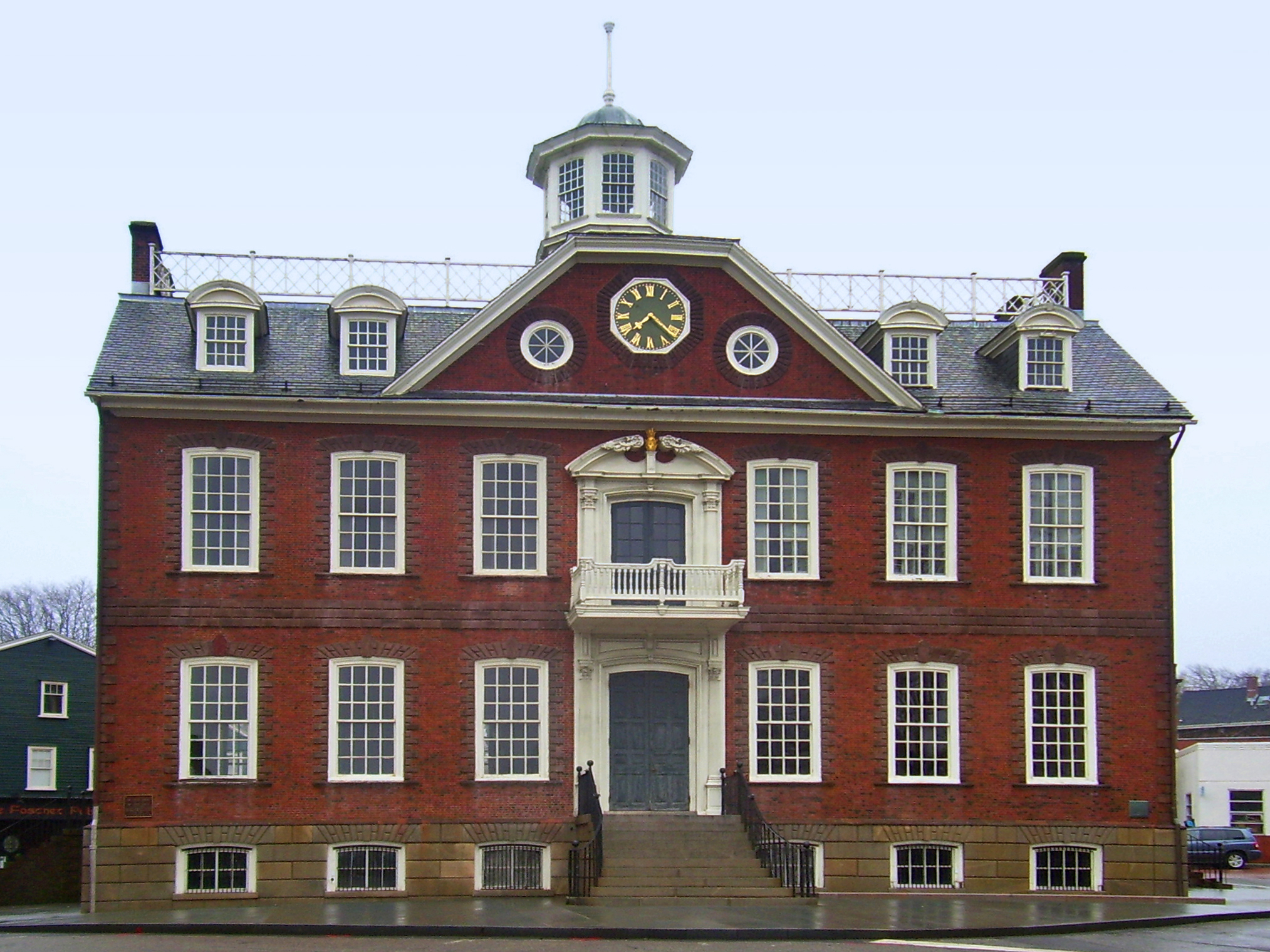
オールド・コロニー・ハウス

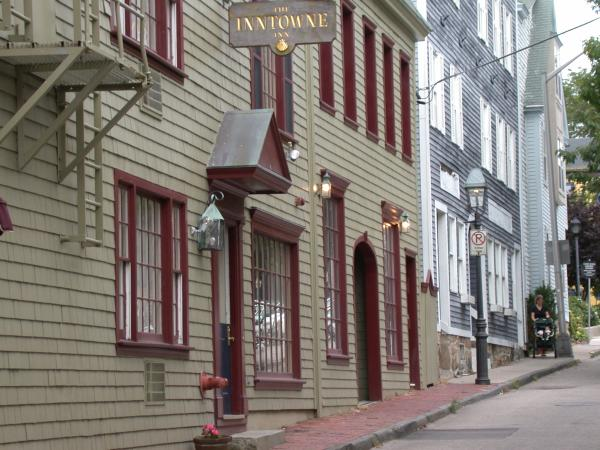
ニューポートの裏通り。港の近くに立ち並ぶ歴史的町並みには観光客が集まる

ニューポートの町は1639年、ウィリアム・コディントン（William Coddington）、ジョン・クラーク（John Clarke）らによって建設され、1640年に小学校も建設された。彼らは反律法主義に共感を示したためボストンを去り、信教の自由が保障され多くの宗教的少数派を受け入れていたロードアイランド植民地に移住したという経緯がある。以後、クエーカー教徒、ユダヤ人らが多く移住し、アメリカ初のシナゴーグも建てられた北米を代表する商港として繁栄を始めた。1727年、ジェームズ・フランクリン（ベンジャミン・フランクリンの兄）はニューポートで印刷業を始め、1732年には最初の新聞『ロードアイランド・ガゼット』を発行した。彼の息子、ジェームズは週刊紙『マーキュリー』を1758年に発行している。アメリカのアンティーク家具の名品として高額で取引されているゴダード・アンド・タウンゼンド（Goddard and Townsend）の家具は、18世紀にニューポートのゴダード家とタウンゼンド家で作られたものである。
1687年にワシントン・スクエア東端に建てられた木造の役所は、1730年代後半からレンガ造りのジョージ朝様式建築に建て替えられ1741年に落成した。「オールド・コロニー・ハウス」（Old Colony House）と呼ばれ現存するこの建物はロードアイランド植民地の議事堂として機能し、アメリカ独立戦争前後には印紙法を巡る集会など植民地独立運動の舞台となり歴史上重要な役割を果たした。
イギリスの植民地支配に対する初期の抵抗が1769年ニューポートで起こっている。イギリス海軍のスループ帆船リバティ号が破壊され、積んでいたボートが街の広場ワシントン・スクエアに引きずり出された事件である。アメリカ独立戦争の間、イギリス軍は1776年から1778年までニューポートを占領し、街の商船業の大半を破壊した。
ニューポートは奴隷貿易（三角貿易）の上でも重要な港であった。18世紀にはニューヨークやボストン、フィラデルフィア、チャールストンなどと並ぶ北米の主要港に数えられた。またこの頃からニューポートは人気のある休暇先として、夏の避暑地として有名になる。ナサニエル・グリーン将軍ら、政財界や軍の有力者が邸宅を構え、19世紀後半には豪邸が町外れの海岸に並ぶようになった。
ジョン・F・ケネディ上院議員とジャクリーン・ブービェの結婚式は1953年9月12日、ニューポートのセント・メリー教会で行われている。アメリカ合衆国大統領となったケネディと、アイゼンハワーはニューポートで夏を過ごし、任期中はニューポートに「夏のホワイトハウス」を構えた。アイゼンハワーは「フォート・アダムス（Fort Adams）」に、ケネディは「ハマースミス・ファーム（Hammersmith Farm）」に滞在した。
市の歴史は海軍と切り離せない。ニューポートは南北戦争の間に、前線から近いアナポリスの海軍兵学校の臨時移転先となった。1971年まで、アメリカ大西洋艦隊の巡洋艦・駆逐艦からなる部隊がニューポートを母港としていたが、以後ニューポートを母港とする軍の艦艇は次第に減ってきている。アメリカ海軍大学校と海軍教育訓練センター（NETC）、海軍水中戦センターは今でもニューポートにある。
人口推移は、1900年には22,204人、1910年には27,149人、1920年には30,255人、1940年には30,532人、2000年には26,475人となっている。

## 地理

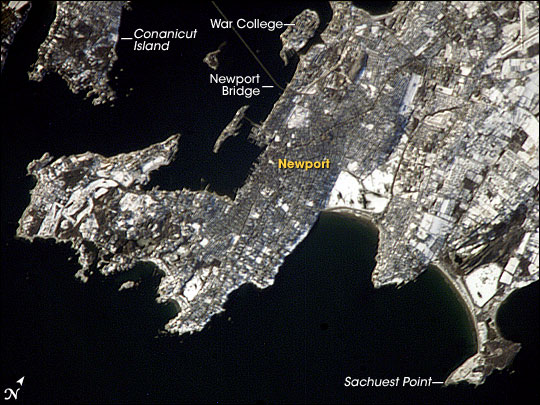
ニューポート湾とニューポート市の衛星写真

ニューポートは北緯41度29分17秒 西経71度18分45秒 / 北緯41.48806度 西経71.31250度に位置する。ナラガンセット湾に浮かぶアクイドネック島（ロードアイランド）の南西端にあり、島最大の街である。
アメリカ合衆国統計局によれば、市の面積は29.7平方kmで、陸地が20.6平方km、総面積の30%にあたる9.2平方kmは水面である。
ニューイングランド最長の吊り橋・ニューポート橋（ニューポート・ブリッジ）はナラガンセット湾口の東水路をまたぎ、湾内に浮かぶコナニカット島のジェームズタウンと結んでいる。道路はさらに、ジェームズタウン・ベラッツァーノ橋を通じてコナニカット島の対岸の大陸本土のノースキングスタウンへと伸びている。

## 市の文化

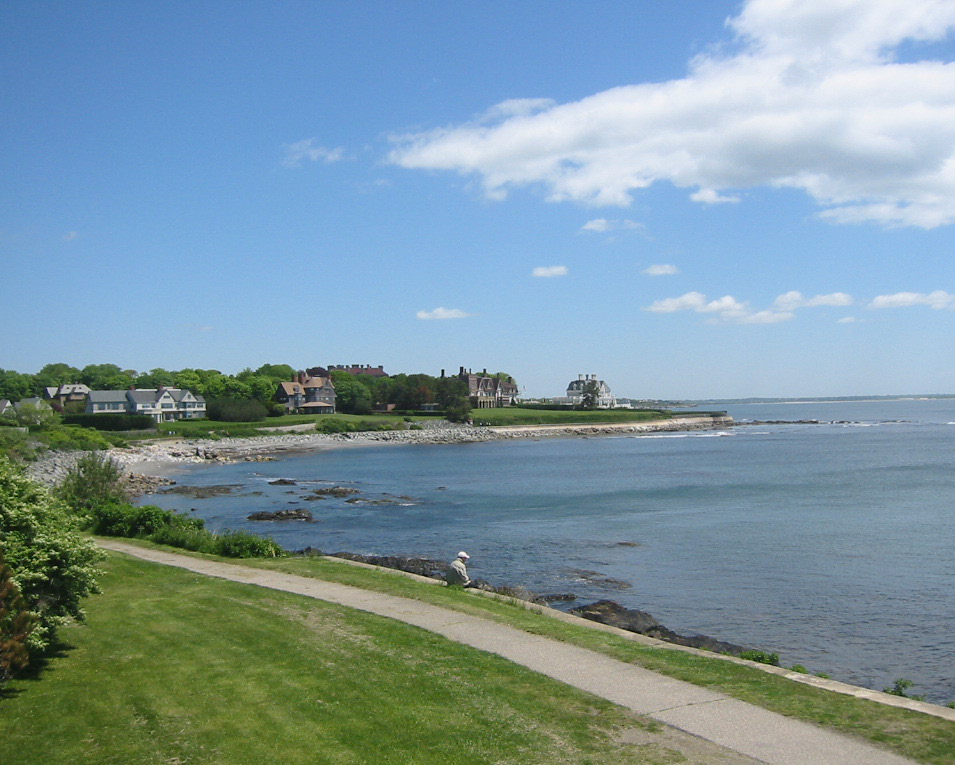
邸宅の並ぶ海岸

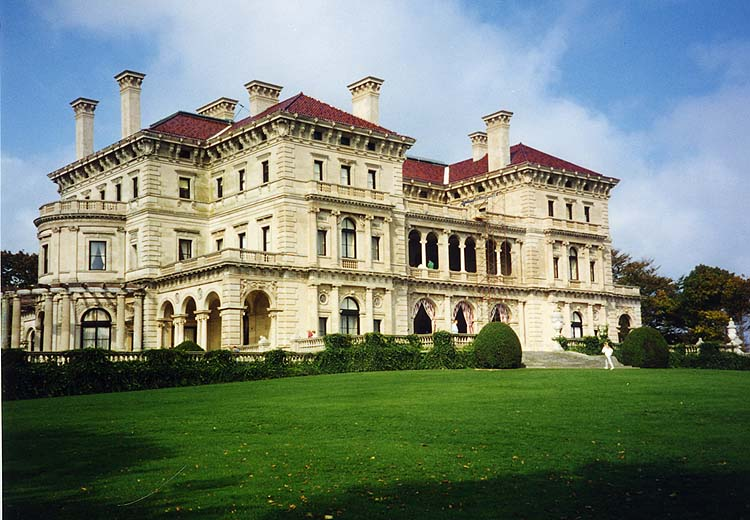
「ザ・ブレーカーズ」（The Breakers）の庭園側、鉄道王ヴァンダービルト家の別荘

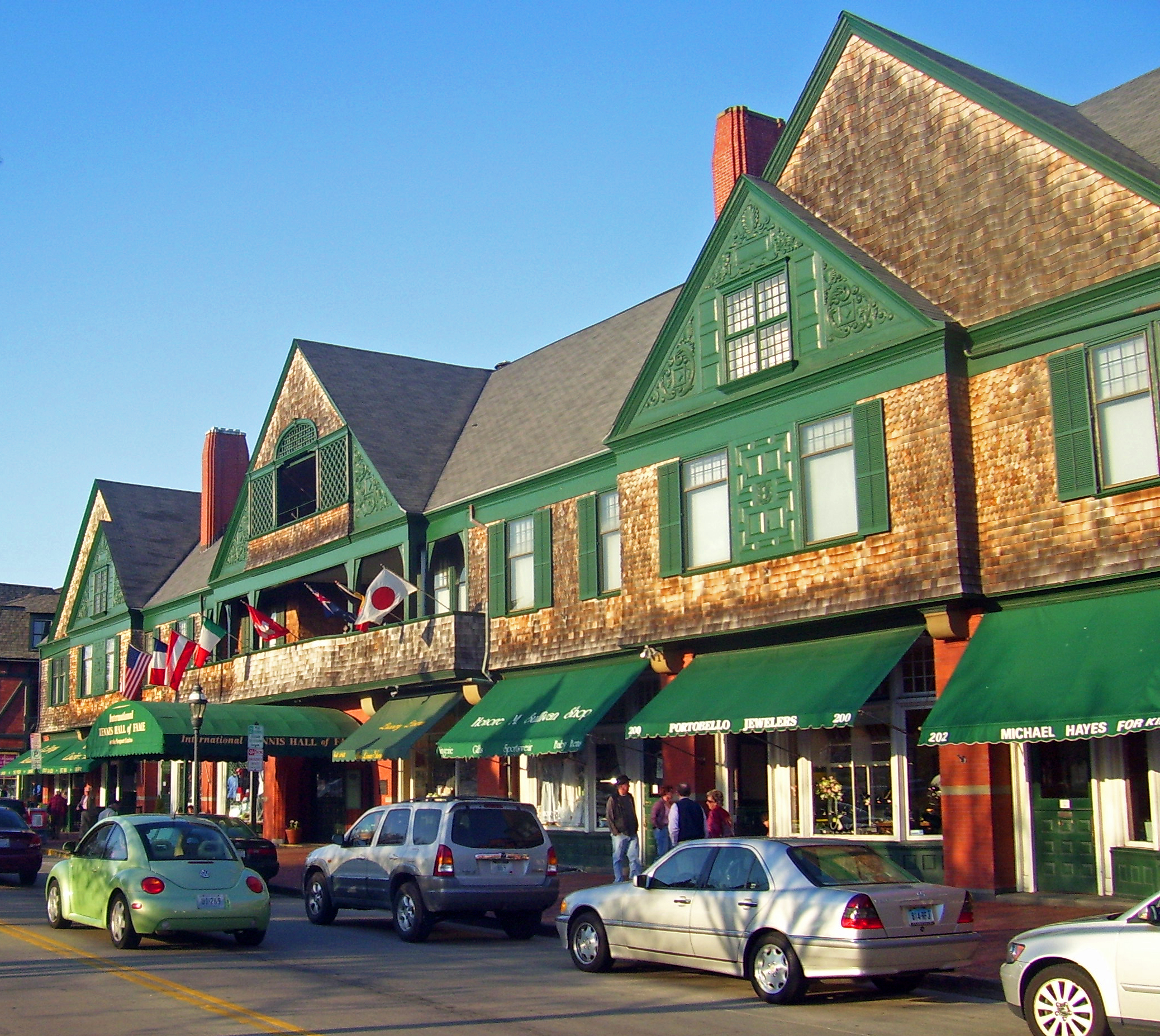
国際テニス殿堂の入居する「ニューポート・カジノ」

ニューポートの町外れの大西洋に面した海岸には巨大な邸宅が数多く並ぶ。その多くは、南北戦争終結後から20世紀に入るまでのアメリカの人口・領土・産業・富が飛躍的に増加した狂騒の「金メッキ時代（Gilded Age、1865年-1901年）」に建設されたものである。鉄道王ヴァンダービルト家の人々が作ったブレーカーズ（The Breakers）、マーブルハウス（Marble House）、ラフ・ポイント（Rough Point）などの夏の豪邸をはじめ、海軍の英雄オリバー・ハザード・ペリーの別荘ベルコート・キャッスル（Belcourt Castle）、その他シャトー＝シュル＝メール（Chateau-sur-Mer）、エルムズ（The Elms）、ローズクリフ（Rosecliff）など、石炭王や銀山王、中国貿易の成功者などさまざまな富豪が作った邸宅が有名である。現在では多くが保存・一般公開され、これらを回るガイドつきツアーも行われている。近郊のブリスウォルド・マンション（Blithewold Mansion, Gardens and Arboretum）は豪邸のほか庭園や植物園があり、東海岸最大のセコイアの木をはじめ優れた植物コレクションを公開している。
ニューポートは1881年にテニスの「全米シングルス選手権」（現在の全米オープンテニス）の第1回大会が開催された場所であり、1954年には当地出身の名テニス選手ジェームズ・バン・アレンを記念した「国際テニス殿堂（International Tennis Hall of Fame）」が設立され、世界の重要なテニス選手を顕彰している。殿堂は市内中心部にある「ニューポート・カジノ」と呼ばれる社交クラブだった建物に入居しており、テニス界の数々の記念物が展示されている。また1976年からは同地で男子プロテニス大会のテニス殿堂選手権が開催されている。翌1977年からATPツアーに組み込まれウィンブルドン選手権開催後の7月上旬から中旬にかけて開催されるようになった同大会は、その年のグラスコートシーズンを締めくくる大会として定着している。また大会期間中には、毎年1月に発表されるその年殿堂入りを果たした人物達の表彰式が執り行われている。
ニューポートカントリークラブは名門ゴルフ場であり、全米ゴルフ協会設立に中心的役割を演じた5つのゴルフクラブの一つでもある。1895年に開かれた全米オープンゴルフと全米アマチュアゴルフのそれぞれ第一回は、このニューポートカントリークラブで行われた。
ニューポートは西に港があり、南と東は崖などの続く海岸であり、三方を海に囲まれているため海運業・水産業・そしてマリンレジャーが盛んである。港にはマリーナがあり、クルーザーやヨットなど多くのプレジャーボートが停泊している。ニューポートは「合衆国のセーリング（ヨット競争）の首都」とも称されており、ヨットレースが盛んである。特に長年アメリカスカップが開かれた場所だったことも有名である。ニューヨーク・ヨットクラブは19世紀半ばから132年間にわたり連続でアメリカスカップ防衛を続け、1930年から1983年にかけての間はニューポートにおいて各国代表のヨットの挑戦を撥ね返し続けてきた。1983年、ここニューポートでのレースでニューヨーク・ヨットクラブはついにオーストラリアのヨットに敗れた。
ニューポートは、1954年以来毎年8月に開催され多くの伝説的なセッションが行われたニューポート・ジャズ・フェスティバル、1959年以来毎年開催されるニューポート・フォーク・フェスティバル（1963年にボブ・ディランがエレキギターで演奏して客を驚かせ、ブーイングを浴びてステージから下ろされたという伝説があるが、これが実話かどうかは不明である）、その他サンセット・ミュージック・フェスティバル、毎年6月のニューポート国際映画祭などもある。9月には、ニューポート国際ボートショーが開かれ大勢の観客でにぎわう。
これ以外にも多数の観光名所がある。ニューポート・タワー（石造りの塔で17世紀ごろものとされるが、古くから「コロンブス以前のヨーロッパ人の入植の証拠」と主張されている塔）、サルヴェ・レジーナ大学（Salve Regina University、ニューポートの豪邸の多くを寄付されてキャンパスとしている）、J・F・ケネディの「夏のホワイトハウス」と呼ばれた別荘ハマースミス・ファーム、現存する全米最古のシナゴーグであるトウロ・シナゴーグ（Touro Synagogue）、全米最古の貸し出し式図書館であるレッドウッド図書館（Redwood Library and Athenaeum）などがある。

## アウトドア

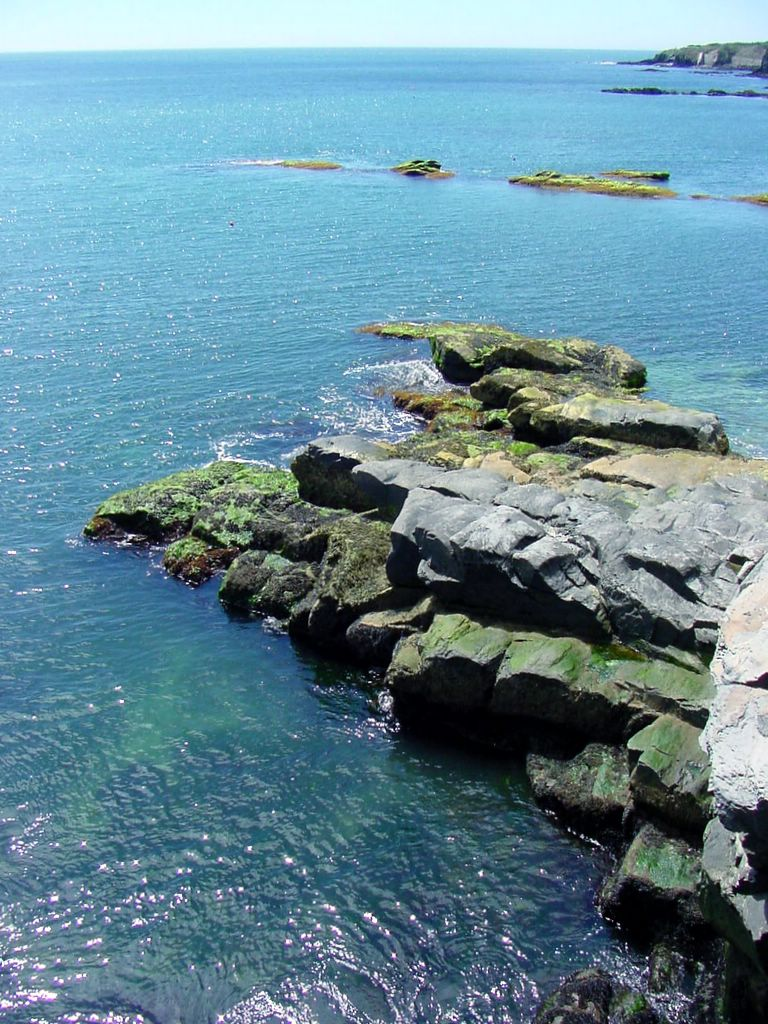
風光明媚なニューポートの海岸

アクイドネック島は多くの美しい砂浜があり、大勢の海水浴客でにぎわうほかプライベート・ビーチもある。ニューポートには市内最大のイーストンズ・ビーチ（Easton's beach）と断崖が続く有名な「クリフ・ウォーク」の眺めが楽しめるファースト・ビーチ（First Beach）という公共の砂浜がある。オーシャン・ドライブには家族連れに向いているグースベリー・ビーチ（Gooseberry Beach）がある。同じくオーシャン・ドライブ沿いには二つのプライベート・ビーチがある。また、ヨットによるセーリング、シーカヤッキング、ウィンドサーフィンなどマリンスポーツが盛んである。

## 交通
ロードアイランド公共交通局（Rhode Island Public Transit Authority、RIPTA）が州都プロビデンスを中心にバスの路線網を有しており、うち2系統がプロビデンスのダウンタウンとニューポートを結んでいる。また、ニューポートとロードアイランド大学の大学町キングストンとの間にも路線がある。また、RIPTAは夏季限定でフェリーも運航しており、プロビデンス港とニューポート港を結んでいる。
RIPTAのバスが発着するダウンタウンのバスターミナルにはグレイハウンドと提携しているボナンザ・バス（Bonanza Bus）も発着しており、ボストンとの間に中距離バスの便がある。
グレイハウンド本線はプロビデンスのバスターミナルを利用することになる。プロビデンスにはアムトラックの駅もあり、北東回廊線の中距離列車やアセラ・エクスプレスが停車する。北東回廊線の各列車はプロビデンスのほかキングストンにも停車する（アセラ・エクスプレスは停車しない）。また、ニューポートの玄関口となる空港もプロビデンス近郊のノーウィッチにあるT・F・グリーン空港である。ダウンタウンの北東約3kmにニューポート州営空港もあるが、こちらはジェネラル・アビエーション・エアポート（General Aviation Airport）と呼ばれる、チャーター機や自家用機専用の空港となっている。このほか、より規模が大きく、便数も多いボストンのローガン国際空港もニューポートから利用可能な距離に位置している。

## ニューポート出身の人物
- マシュー・ペリー（Matthew C. Perry）：アメリカ海軍の提督で、1853年に日本開国の任務を帯びて4隻の軍艦を率い東アジアに来航、中国や琉球などを経て、浦賀沖に現れ日本を震撼させた。翌1854年に再来航、日米和親条約を締結した。
- オリバー・ハザード・ペリー（Oliver Hazard Perry）：アメリカ海軍軍人でマシュー・ペリーの兄。1812年のエリー湖の戦いで英雄となった。
- ウィリアム・エレリー・チャニング（William Ellery Channing）：19世紀に活躍したユニテリアン主義の牧師。
- アイダ・ルイス（Ida Lewis）：19世紀にニューポート港のライムロック灯台の灯台守を勤めた女性。献身的な働きで生涯に計18人の人命を守り、後に国民的英雄となった。
- フランク・コリドン（Frank Corridon）：野球選手。シカゴ・カブス、フィラデルフィア・フィリーズ、セントルイス・カージナルスなどでピッチャーとして活躍。現在では反則となっているスピットボールを最初に使った人物。
- ヴァン・ジョンソン：映画俳優。メトロ・ゴールドウィン・メイヤーなどで活躍し「アメリカの理想的な英雄」を演じて人気があった。特に第二次世界大戦期の戦意高揚映画などで有名。
- タニヤ・ドネリー（Tanya Donelly）：女性ミュージシャン。1990年代以降、ロードアイランド州に拠点を置くスローイング・ミュージズ（Throwing Muses）、ベリー（Belly）などのオルタナティヴ・ロックバンドでギターおよびボーカルを務めた。またブリーダーズ（The Breeders）にも参加。
- ミーナ・スヴァーリ（Mena Suvari）：映画女優。1979年生まれ。数々の学園映画に出演したほか、『アメリカン・ビューティー』で脚光を浴びた。

## 人口動勢

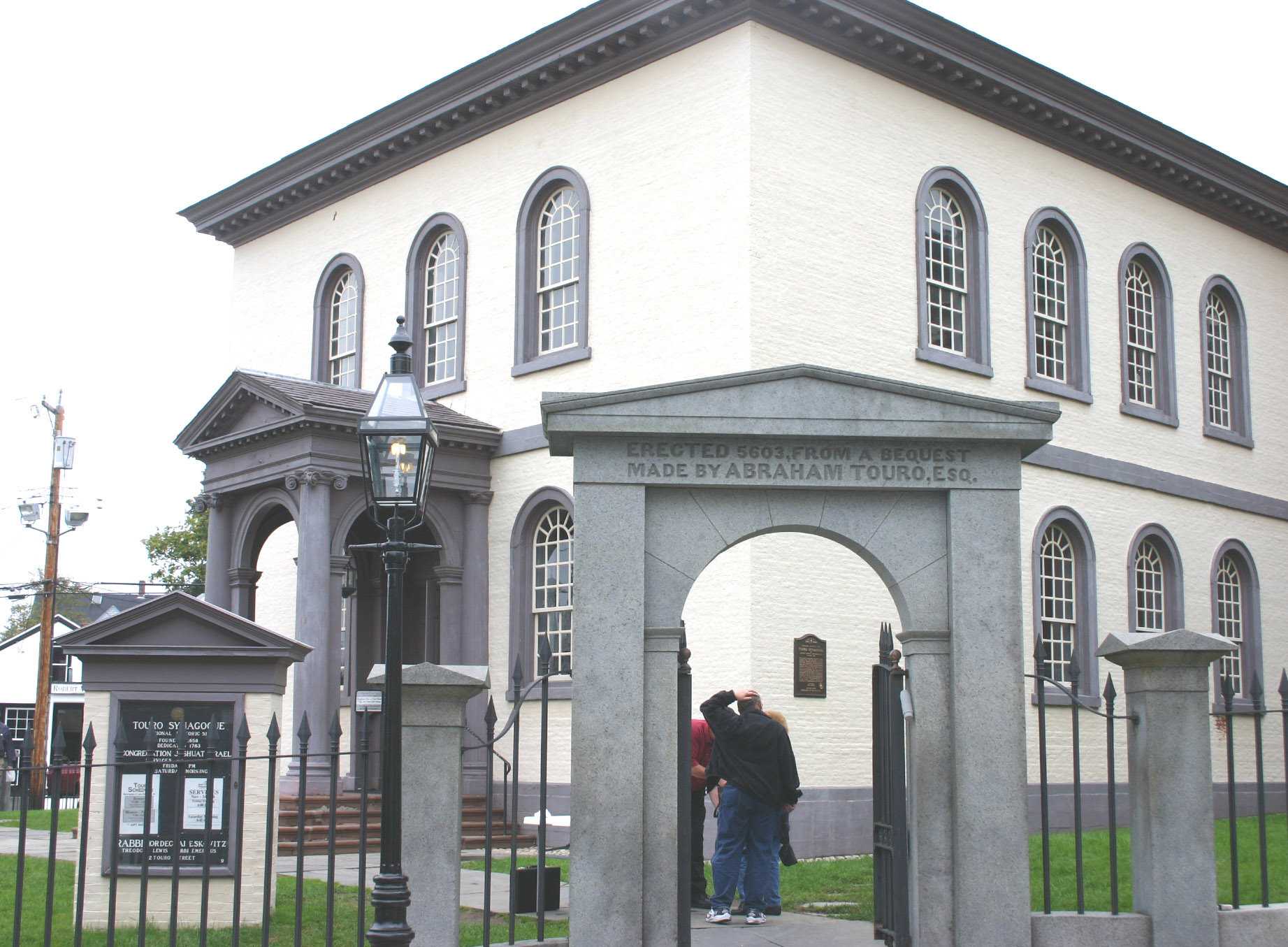
トウロ・シナゴーグ、現存する全米最古のシナゴーグ

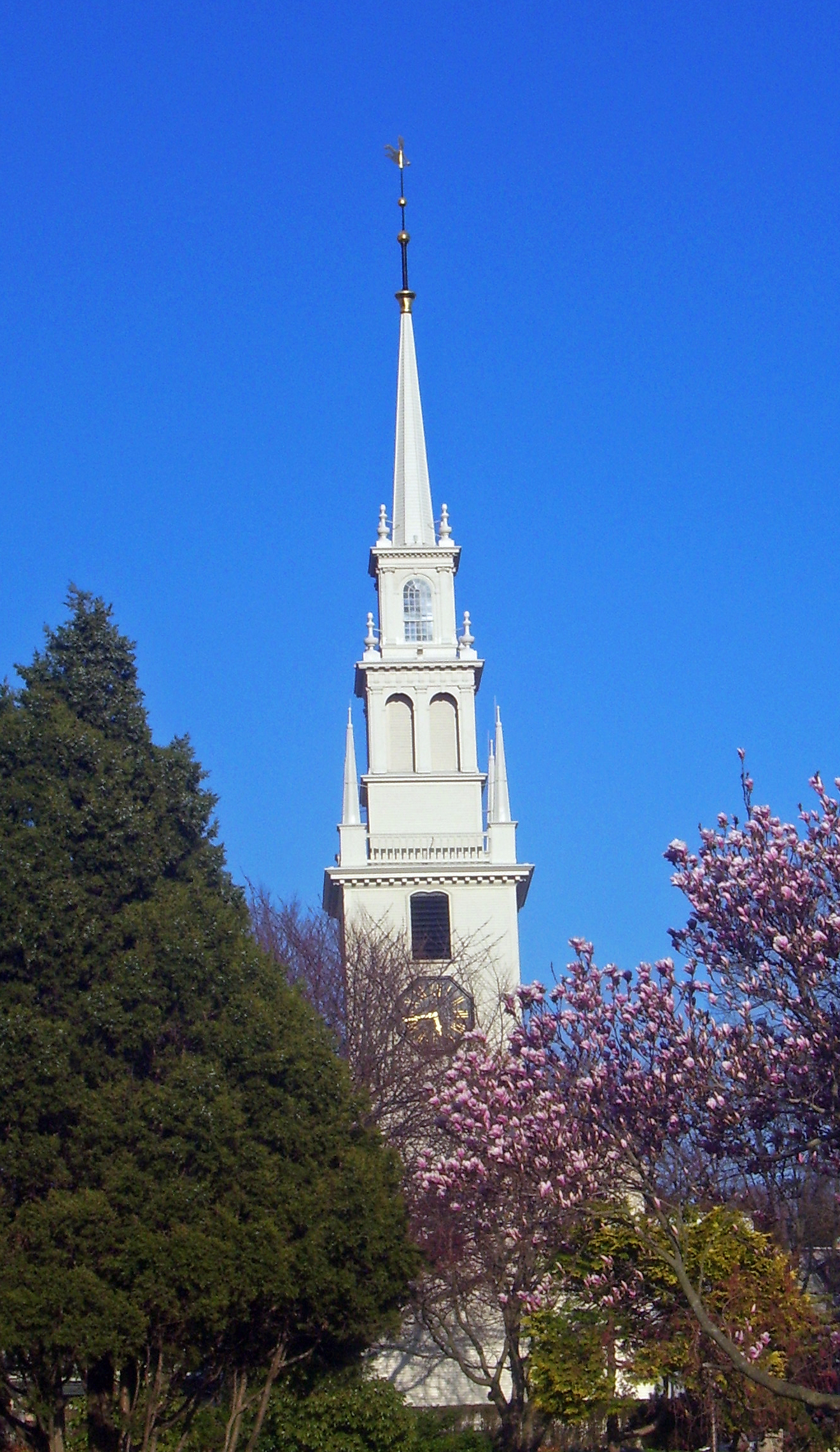
トリニティ教会

以下は2000年国勢調査における人口統計データである。
| 基礎データ - 人口: 26,475人 - 世帯数: 11,566世帯 - 家族数: 5,644家族 - 人口密度: 1,287.4人/km2（3,336.3人/mi2） - 住居数: 13,266軒 - 住居密度: 643.1軒/km2（1,666.7軒/mi2） 人種別人口構成 - 白人: 84.12% - アフリカン・アメリカン: 7.75% - ネイティブ・アメリカン: 0.85% - アジア人: 1.33% - 太平洋諸島系: 0.09% - その他の人種: 2.41 - 混血: 3.44% - ヒスパニック・ラテン系: 5.54% 年齢別人口構成 - 18歳未満: 19.6% - 18-24歳: 14.6% - 25-44歳: 31.5% - 45-64歳: 21.4% - 65歳以上: 12.9% - 年齢の中央値: 35歳 - 性比（女性100人あたり男性の人口） - 総人口: 92.9 - 18歳以上: 90.9人 | 世帯と家族（対世帯数） - 18歳未満の子供がいる: 22.9% - 結婚・同居している夫婦: 32,3% - 未婚・離婚・死別女性が世帯主: 13.6% - 非家族世帯: 51.2% - 単身世帯: 39.4% - 65歳以上の老人1人暮らし: 10.9% - 平均構成人数 - 世帯: 2.11人 - 家族: 2.86人 収入と家計 - 収入の中央値 - 世帯: 40,669米ドル - 家族: 54,116米ドル - 性別 - 男性: 37,780米ドル - 女性: 27,492米ドル - 人口1人あたり収入: 25,441米ドル - 貧困線以下 - 対人口: 12.9% - 対家族数: 14.4% - 18歳未満: 23.8% - 65歳以上: 8.3% |

## 姉妹都市
- 下田市（日本、静岡県）
- Kinsale（アイルランド）
- ポンタ・デルガダ（ポルトガル領アゾレス諸島）
- インペリア（イタリア）
- Skiathos（ギリシャ）
- セントジョン（カナダ、ニューブランズウィック州）